# Ma'abarot
De Ma'abarot (Hebreeuws: מַעְבָּרוֹת  ) waren vluchtelingenkampen in Israël in de jaren 50 van de 20e eeuw. De Ma'abarot waren bedoeld voor het opnemen van de grote instroom aan Joodse vluchtelingen en nieuw Joodse immigranten (olim) in de pas opgerichte staat Israël. Deze opvangfaciliteiten vervingen de minder goed bewoonbare immigrantenkampen en tentsteden. Vanaf het midden van de jaren 50 begon het aantal ma'abarot te dalen en werden ze veelal omgevormd tot ontwikkelingssteden. De laatste ma'abara sloot in 1963.

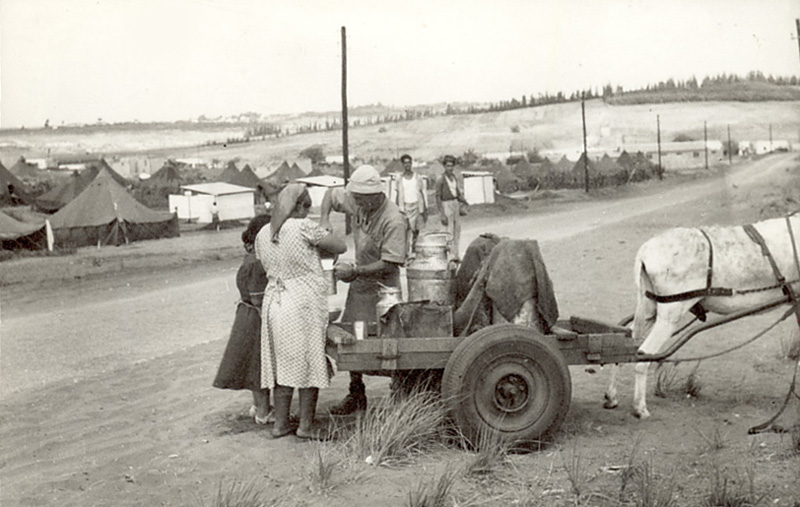
Een melkboer in een ma'abara omstreeks 1950

## Begripsherkomst
Het Hebreeuwse woord ma'abara (enkelvoud) is afgeleid van het woord ma'avar (Hebreeuws: מעבר, transitie). Het meervoud ma'abarot verwees naar de tijdelijke leefgemeenschappen voor nieuwe immigranten. De nieuwkomers die gehuisvest werden in deze gemeenschappen waren hoofdzakelijk Joodse vluchtelingen uit het Midden-Oosten en Noord-Afrika, alsook Holocaustoverlevenden uit Europa.

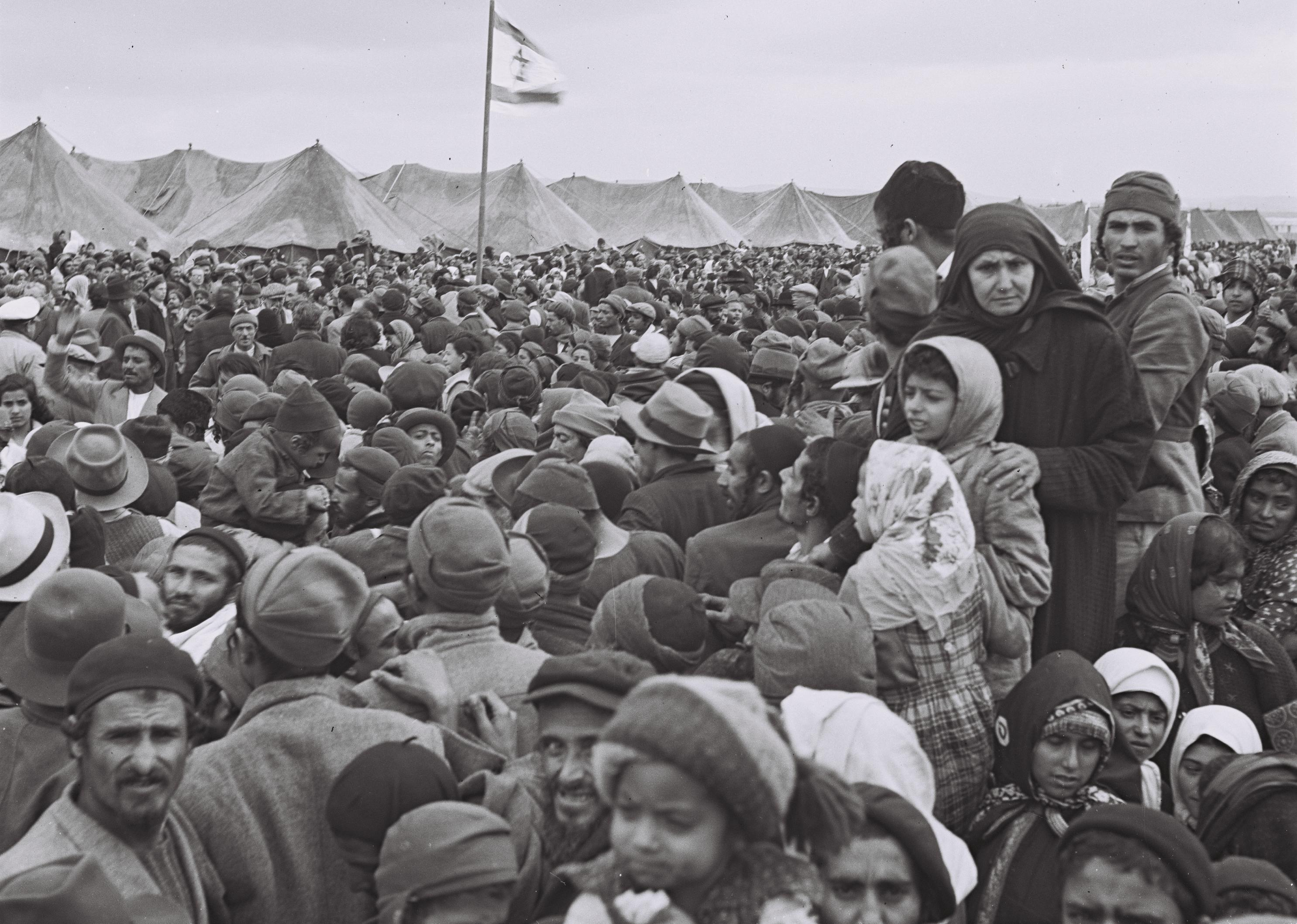
Jemenitisch-Joodse immigranten vieren hun eerste Toe Biesjwat in Israël, in ma'abarot Rosj Haäjin (1950)

## Geschiedenis
Immigrantenkampen
De plotselinge aankomst van ruim 130.000 Iraakse Joden in de vroege jaren 50 leidde ertoe dat bijna een derde van de bewoners van de immigrantenkampen van Iraaks-Joodse oorsprong was. Aan het eind van 1949 waren er 90.000 Joden gehuisvest in immigratiekampen. Eind 1951 was dit gestegen tot meer dan 220.000, in ongeveer 125 separate gemeenschappen.
Omzetting van tentenkampen naar transitiekampen
De tenten in de immigrantenkampen werden vervangen door bewoonbaarder woonruimte in de zogeheten ma'abarot, oftewel transitiekampen. De meeste bewoners van de ma'abarot werden geplaatst in tijdelijke wooneenheden. Meer dan 80% van de inwoners waren Joodse vluchtelingen uit Arabische en islamitische landen in het Midden-Oosten en Noord-Afrika.
Ontmanteling
Gaandeweg werden de ma'abarot getransformeerd tot Israëlische steden, of werden ze opgenomen als woonwijken van nabijgelegen steden. De bewoners kregen permanente huisvesting toegewezen. Het aantal inwoners van de ma'abarot begon vanaf 1952 te dalen. De laatste ma'abara sloot in 1963. De meeste kampen werden omgevormd tot ontwikkelingssteden. Voorbeelden hiervan zijn Kirjat Sjmona, Sderot, Beet She'an, Jokneam, Or Yehuda en Migdal haEmek.

## Leefomstandigheden
De ma'abarot waren van tijdelijke aard, waardoor de levensomstandigheden zwaar waren. Veel bewoners waren genoodzaakt sanitaire voorzieningen met elkaar te delen.